# クリッパーチップ
クリッパーチップ（英語: clipper chip）は、音声とデータメッセージを保護する暗号化デバイスとしてアメリカ国家安全保障局(NSA)によって開発され、使用が推進された、バックドアが仕込まれたチップセットである。
それは音声通信のために電気通信会社によって採用されることを意図していた。これは連邦・州・地方の法執行官が、傍受された音声とデータの送信を解読することを可能にするために、ブッシュ政権時代に作られたものである。各クリッパーチップは固有のシリアルナンバーと秘密のユニットキーを持ち、それらは製造時にチップに組み込まれている。

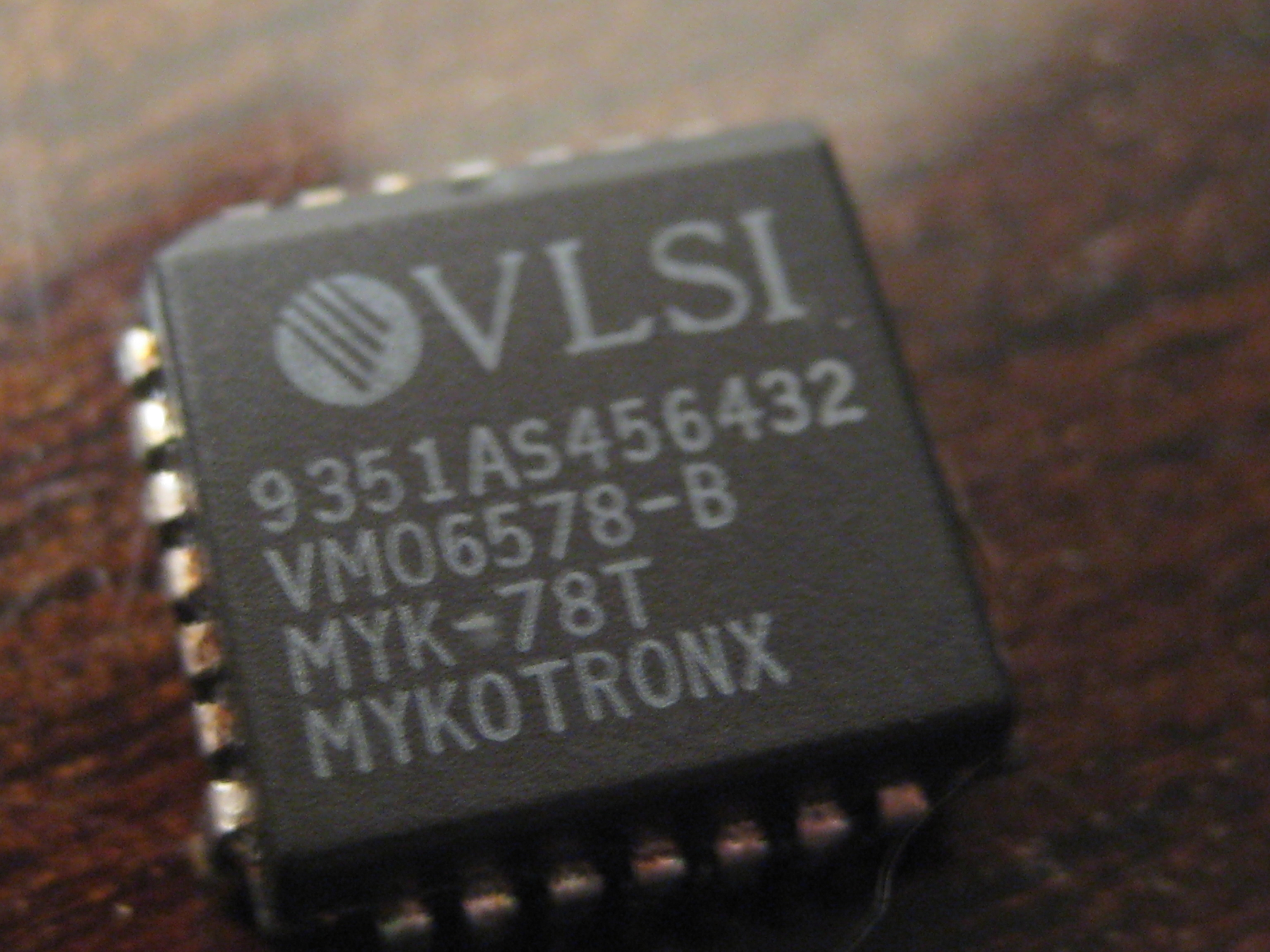
MYK-78 クリッパーチップ

1993年に発表されたが、1996年までにはほぼ意味をなさないものとなっていた。

## キーエスクロー
クリッパーチップは、スキップジャックと呼ばれるデータ暗号化アルゴリズムを使用して情報を送信し、ディフィー・ヘルマン鍵共有アルゴリズムを使用してピア間で暗号鍵を共有した。スキップジャックアルゴリズムは、アメリカ国家安全保障局(NSA)によって発明された。このアルゴリズムは当初機密情報に分類されていたため、暗号学者が査読することができなかった。政府は、このアルゴリズムは80ビット鍵を使用した共通鍵暗号であり、DESアルゴリズムと同様であると述べた。スキップジャックアルゴリズムは、1998年6月24日にNSAによって機密解除され公開された。チップの初期コストは、Mykotronxがロジックを設計し、VLSIテクノロジーが製造した場合で、16ドル（未プログラム）または26ドル（プログラム済み）と言われる。
クリッパーチップのコンセプトの中心に、キーエスクローがある。クリッパーチップを搭載した電話機やその他のデバイスには、生産工程で2つの暗号鍵が与えられるが、その暗号鍵は同時に「鍵供託方式（キーエスクローシステム）」により、同内容のものが別個の2箇所の機関に保管されることになっていた。裁判所の審査を経て、通信を傍受する権限が政府機関に与えられた場合、その政府機関に暗号鍵が提供され、その政府機関はその特定の電話機によって送信されたすべてのデータを解読することができる。電子フロンティア財団は、実際に起こっていると主張するものを強調するために、これを「鍵の明け渡し(key surrender)」という言葉で呼んだ。

## クリントン政権
ビル・クリントン政権は、クリッパーチップは、米国で絶え間なく進歩している技術に法執行が追いつくために不可欠であると主張した。クリントン政権は、この装置がテロリストが情報を入手するための追加の手段として機能すると多くの人が信じているが、実際には国家安全保障を高めると述べた。彼らはその理由として「テロリストは、銀行、供給者、連絡先などの外部者とのコミュニケーションにそれを使用しなければならないだろう。政府はそれらの通信を聞くことができる」と主張した 。

## 反発

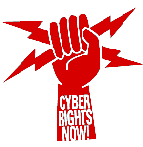
Wired magazine

電子プライバシー情報センターや電子フロンティア財団のような団体は、クリッパーチップの提案に異議を唱えた。市民に対し政府の（おそらくは違法な）監視の可能性が高まるという影響を与える。しかし、クリッパーチップの暗号強度は、その設計が機密情報に分類されており、一般に評価することはできなかったため、個人や企業が安全でない通信システムに悩まされる可能性がある。さらに、米国の企業では暗号化製品にクリッパーチップを使用することが強制される可能性があるが、外国企業に対しては強制は不可能である。強力なデータ暗号化を備えた携帯電話が海外で製造されて（米国を含む）世界中に広まれば、米国の製造業者に重大な損害を与える。ジョン・アシュクロフト上院議員とジョン・ケリー上院議員はクリッパーチップの提案に反対し、メッセージを暗号化して暗号化ソフトを輸出するという個人の権利を主張した。
Nautilus、PGP、PGPfoneなどの強力な暗号ソフトウェアパッケージのリリースと開発は、政府がクリッパーチップを推進するのを受けて行われた。その考え方は、強力な暗号がインターネット上で自由に利用できるようになった場合、政府はその使用を止めることができないだろうという考えだった。
RSAセキュリティは、クリッパーチップのバックドアに反対するキャンペーンを行った。沈没しかけた帆船（クリッパー）の絵に"Sink Clipper!（クリッパーを沈めろ!）"という言葉が書かれたポスターを配布し、このポスターはこの議論の最もよく知られたアイコンとなった。

## 技術的な脆弱性

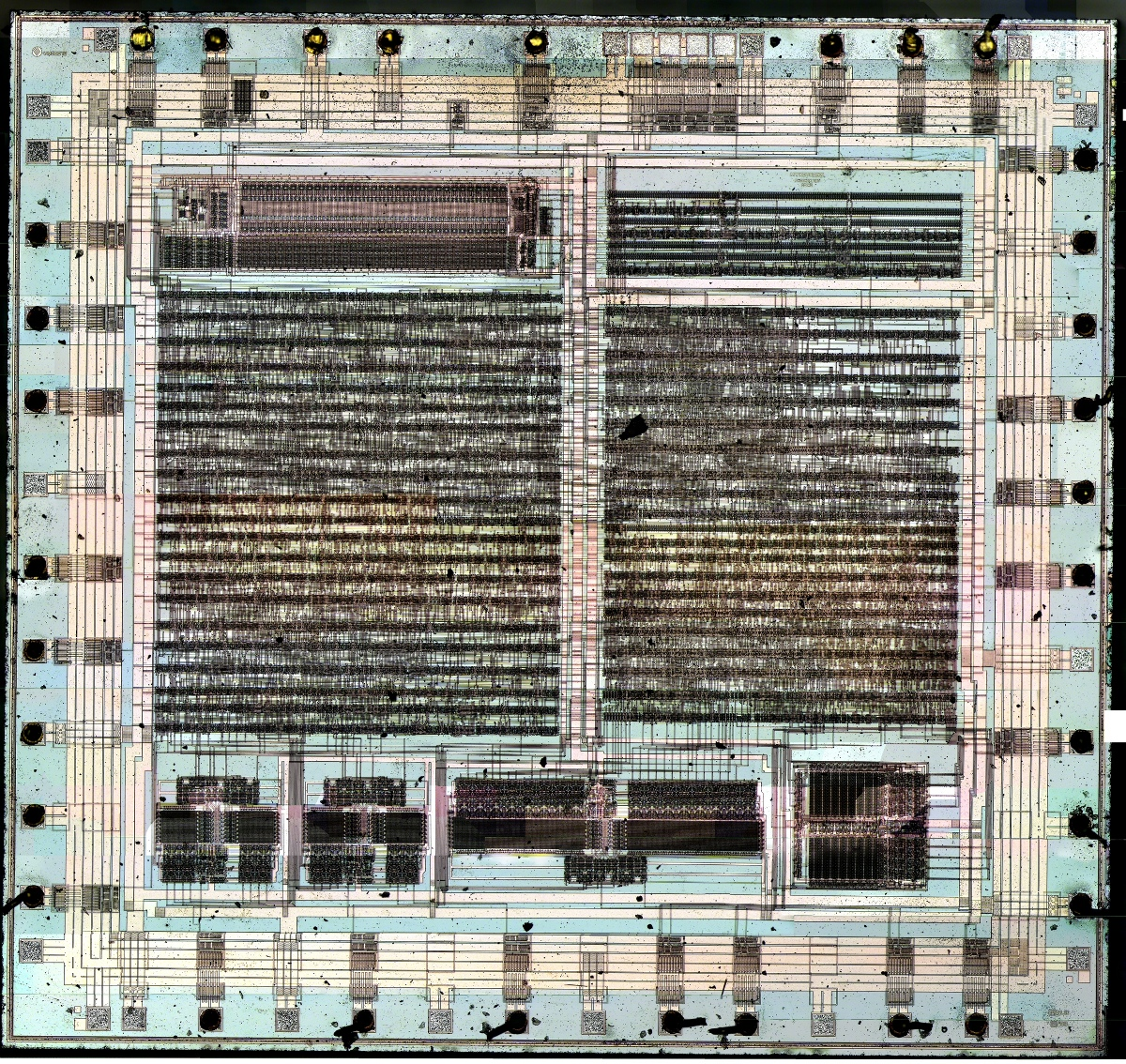
MYK-78

1994年、マット・ブレイズは論文Protocol Failure in the Escrowed Encryption Standard（エスクロー暗号化標準のプロトコル障害）を発表した。ここでは、クリッパーチップのエスクローシステムには、チップが暗号鍵を回復するために必要な情報を含む128ビットの「法執行アクセスフィールド」(LEAF: Law Enforcement Access Field)を送信する際に、深刻な脆弱性があることが指摘されている。メッセージを送信するソフトウェアがLEAFを改竄するのを防ぐために、LEAFには16ビットのハッシュが含まれている。クリッパーチップは、ハッシュが無効な場合はメッセージを復号しないようになっているが、16ビットのハッシュ値では、短すぎて意味のあるセキュリティを提供できない。ブルートフォース攻撃は、同じハッシュを与えるが、エスクローの試行後に正しいキーを生成しないような別のLEAF値を迅速に生成する。これにより、クリッパーチップを暗号化デバイスとして使用し、キーエスクロー機能を無効にすることができる:63。
1995年、Yair Frankelとモチ・ユングは、別の方法の攻撃を公開した。これは、設計に固有で、ある装置の重要なエスクロー装置追跡・認証機能（すなわちLEAF）は、別の装置から来るメッセージに添付することができ、それにもかかわらず受信することができて、リアルタイムでエスクローをバイパスする 。
1997年、主要な暗号学者のグループが"The Risks of Key Recovery, Key Escrow, and Trusted Third-Party Encryption"（キー回復、キーエスクロー、および信頼できる第三者の暗号化のリスク）という論文を発表した。これは、（これに限定されるものではないが、クリッパーチップスキップジャックプロトコルを含む）重要なエスクローシステムの一般的な実装におけるアーキテクチャ上の脆弱性を分析したものである。この論文で技術的な欠陥が説明されたことにより、クリッパーチップが公共政策の選択肢となる可能性は消滅した。コンピュータサイエンスのコミュニティの多くの有力者が、一般的なクリッパーチップの反対と一般的な回復への反対を表明したが、ドロシー・E・デニングをはじめとする何人かはコンセプトを支持した。

## 採用の不足
クリッパーチップは消費者や製造業者には受け入れられず、チップ自体はもはや1996年までには意味をなさないものとなっていた。米国政府は、製造業者にインセンティブを提供し、キーエスクローを採用した暗号化ソフトウェアに対し輸出規制を緩和することで、キーエスクローを推進し続けた。これらの試みは、米国政府の支配下にないPGPなどの強力な暗号技術が広く普及したことで、実際的な価値のないものとなっていた。
しかしながら、強く暗号化された音声チャネルは、現在の携帯電話通信においては主要なモードではない。安全な携帯電話デバイスとスマートフォンアプリは存在するが、特殊なハードウェアが必要な場合がある。通常、接続の両端には同じ暗号化メカニズムが必要となる。そのようなアプリは、通常、電話音声データネットワークの代わりに安全なインターネット上の経路（ZRTPなど）を介して通信する。

## その後の関連する話題
2013年以降のエドワード・スノーデンによる暴露事件を受けて、Appleとグーグルは、スマートフォンに保存されたデータを暗号化し、令状で暗号化を破棄できないようにすると発表した。これに当局は強い反応を示した。それを象徴する反応として、シカゴ警察の刑事部長は「アップルは小児性愛者が選択する電話になる」と述べた。 ワシントンポスト紙は「スマートフォンのユーザーは、有効な捜査令状があれば法を超えることはできないことを受け入れなければならない」と主張し、バックドアは望ましくないと認めた上で、令状によりデータのロックを解除する「ゴールデンキー」バックドアの導入を提案した。1997年の論文"The Risks of Key Recovery, Key Escrow, and Trusted Third-Party Encryption"の執筆者達は、この議論の復活に応じてフォローアップ記事を書き、民間の会話への政府の義務的なアクセスが20年前よりもさらに悪い問題になると主張している。